# Планте, Франсис
Франси́с Планте́ (фр. Francis Planté; 2 марта 1839 — 19 декабря 1934) — французский пианист.
Учился у Антуана Мармонтеля. Начал выступать с семилетнего возраста, одиннадцатилетним был замечен и поддержан Джоакино Россини и благодаря выступлениям в салоне Россини познакомился с ведущими музыкантами своего времени. В молодые годы выступал в составе трио с Дельфеном Аляром и Огюстом Франшоммом, играл вместе с Ференцем Листом переложения симфонических поэм Листа для двух фортепиано; другой дуэт двух фортепиано объединял Планте с Камилем Сен-Сансом. Несмотря на то, что в 1908 г., после смерти жены, Планте объявил о прекращении своей концертной деятельности, он продолжал давать выступления в благотворительных целях (особенно в годы Первой мировой войны, в пользу раненых), и в его программах позднего периода появлялись произведения таких композиторов, как Игорь Стравинский и Франсис Пуленк. В 1928 г. был сделан ряд записей игры Планте — в частности, этюдов Шопена, которые он, как считается, мог слышать в исполнении автора. Дариюс Мийо, который посетил Планте в 1928 г. в Мон-де-Марсане отдав дань уважения «патриарху французской фортепианной школы» и называя его одним «из самых великих виртуозов XIX века, свидетеля уже отдаленной музыкальной эпохи» писал в своих воспоминаниях про него: 
Планте жил в прекрасном имении, занимаясь, несмотря на свой преклонный возраст, охотой. Уже много лет он отдавался любимому спорту, всё ещё оставаясь очень энергичным. Каждое утро в постель ему приносили изданные новинки фортепианной музыки. Лёжа, он всё просматривал, потом проигрывал. Мне он доставил удовольствие, сыграв одно из моих произведений с собственной аппликатурой. Планте, пианист широчайшего диапазона, особенно замечательным был в интерпретации своих любимых романтиков и для этого репертуара он обладал специфической техникой — точностью, элегантностью, деликатным использованием педали.— Д. Мийо. Визит к Франсису Планте // Моя счастливая жизнь.
Помимо отточенности и элегантности нюансировки, Планте славился эксцентричностью: продолжительность его концертов могла достигать шести часов, причём он не объявлял заранее программы, во время исполнения он мог обращаться к слушателям, комментируя исполняемое произведение, и т. п.
Автор многочисленных фортепианных транскрипций. 